# Tom Preissing
Thomas Joseph Preissing (Arlington Heights, Illinois, SAD, 3. prosinca 1978.) američki je profesionalni hokejaš na ledu koji igra na položaju braniča. Trenutačno je član Colorado Avalanchea koji se natječe u NHL-u, odnosno, njegove AHL podružnice Lake Erie Monsters.

## Karijera
Preissing je prve korake u hokeju na ledu ostvario još u srednjoj školi. U sezoni 1997./98. postaje član momčadi Green Bay Gamblers koja se natjecala u USHL-u. Prvotno je igrao na položaju napadača, ali tadašnji trener Gamblersa, Mark Osiecki, uspijeva ga preobraziti u braniča. S Gamblersima provodi dvije sezone pri čemu ostvaruje 76 bodova u 109 odigranih utakmica u regularnom dijelu sezona. U dva navrata igrao je i u doigravanju USHL-a pri čemu je prikupio 11 bodova u 10 odigranih utakmica. Godine 1999. odlazi na Koledž Colorado gdje provodi četiri sezone igrajući za hokejsku momčad koledža, Colorado Tigers, koja se natječe u WCHA-u koji je pak dio NCAA-a. Kao član Tigersa upisuje 154 nastupa u regularnom dijelu sezona pri čemu prikuplja 126 bodova. U posljednjoj sezoni bio je i kapetan Tigersa, a također je bio i jedan od finalista za nagradu Hobey Baker.

### San Jose Sharks (2003. – 2006)
Dana 4. travnja 2003. godine, kao slobodan igrač, prelazi u San Jose Sharks. Na predsezonskim treninzima se istaknuo te cijelu sezonu 2003./04. odigrao u NHL-u. Za razliku od većine igrača s koledža Preissing je karijeru odmah započeo u NHL-u, iako najčešće novaci prvo idu na kaljenje u AHL. Godine 2004. dobio je priznanje kao Sharksov novak godine. Za vrijeme štrajka u NHL-u u sezoni 2004./05. nastupa za njemački Krefeld Pinguine koji se natjecao u DEL-u. Nakon toga se vraća u San Jose gdje ponovno gotovo redovno nastupa te na kraju sezone uspijeva s prikupljena 43 boda u 74 utakmice postati drugi branič u povijesti Sharksa, odmah iza Sandisa Ozolinsha, s najviše ostvarenih bodova u regularnom dijelu sezone.

### Ottawa Senators (2006. – 2007.)
U razmjeni 6. srpnja 2006. godine prelazi u Chicago Blackhawks zajedno s Joshom Hennessyjem koji su pak Sharksima dali Marka Bella. 
Blackhawksi su dvojac odmah dalje razmjenili, uz Michala Barinku te izbor drugog kruga na draftu 2008. godine, za Martina Havlata i Bryana Smolinskog iz Ottawa Senatorsa. Sezonu 2006./07. provodi sa Senatorsima s kojima uspijeva doći do finala Stanleyjev kupa. Senatorsi su u finalu poraženi od Anaheim Ducksa.

### Los Angeles Kings (2007. – 2009.)
Dana 2. srpnja 2007. godine potpisuje četverogodišnji ugovor, vrijedan 11 milijuna dolara, s Los Angeles Kingsima. U prvoj sezoni s Kingsima bilježi pad učinka ostvarivši tek 24 boda u 77 utakmica u regularnom dijelu sezone. Sljedeće sezone gubi povjerenje kluba te u NHL-u odigrava tek 22 utakmice. Dana 4. ožujka 2009. godine prebačen je u AHL podružnicu Manchester Monarchs do kraja sezone. Za Monarchs odigrava 14 utakmica te upisuje 6 bodova.

### Colorado Avalanche (2009. - danas)
3. srpnja 2009. godine prelazi u Colorado Avalanche. Kingsi su dali svoj izbor u petom krugu drafta 2010. godine, Kylea Quinceyja i njega u razmjenu za Avalancheovog Ryana Smytha. Početak sezone 2009./10. propustio je zbog ozljede koljena. Nakon oporavka poslan je u AHL podružnicu Lake Erie Monsters kako bi se vratio u zadovoljavajuću formu. Potom se vrača u momčad Avalanchea, odigrava tek četiri utakmice te biva poslan natrag u Monsterse gdje provodi ostatak sezone.

## Statistika karijere
Bilješka: OU = odigrane utakmice, G = gol, A = asistencija, Bod = bodovi, KM = kaznene minute
| 1997./98.       | Green Bay Gamblers  | USHL            | 56  | 8  | 13  | 21  | 30 | 4  | 0 | 2  | 2  | 2  |
| 1998./99.       | Green Bay Gamblers  | USHL            | 53  | 18 | 37  | 55  | 40 | 6  | 3 | 6  | 9  | 2  |
| 1999./00.       | Colorado Tigers     | WCHA            | 36  | 4  | 14  | 18  | 20 | —  | — | —  | —  | —  |
| 2000./01.       | Colorado Tigers     | WCHA            | 33  | 6  | 18  | 24  | 26 | —  | — | —  | —  | —  |
| 2001./02.       | Colorado Tigers     | WCHA            | 43  | 6  | 26  | 32  | 42 | —  | — | —  | —  | —  |
| 2002./03.       | Colorado Tigers     | WCHA            | 42  | 23 | 29  | 52  | 16 | —  | — | —  | —  | —  |
| 2003./04.       | San Jose Sharks     | NHL             | 69  | 2  | 17  | 19  | 12 | 11 | 0 | 1  | 1  | 0  |
| 2004./05.       | Krefeld Pinguine    | DEL             | 33  | 1  | 6   | 7   | 32 | —  | — | —  | —  | —  |
| 2005./06.       | San Jose Sharks     | NHL             | 74  | 11 | 32  | 43  | 26 | 11 | 1 | 6  | 7  | 4  |
| 2006./07.       | Ottawa Senators     | NHL             | 80  | 7  | 31  | 38  | 18 | 20 | 2 | 5  | 7  | 10 |
| 2007./08.       | Los Angeles Kings   | NHL             | 77  | 8  | 16  | 24  | 16 | —  | — | —  | —  | —  |
| 2008./09.       | Los Angeles Kings   | NHL             | 22  | 3  | 4   | 7   | 6  | —  | — | —  | —  | —  |
| 2008./09.       | Manchester Monarchs | AHL             | 14  | 2  | 4   | 6   | 6  | —  | — | —  | —  | —  |
| Sveukupno - NHL | Sveukupno - NHL     | Sveukupno - NHL | 322 | 31 | 100 | 131 | 78 | 42 | 3 | 12 | 15 | 14 |

## Vanjske poveznice
- Profil na NHL.com
- Profil na theAHL.com
- Profil na The Internet Hockey Database